# کویوس
کویوس (به لاتین: Kuyus) یک منطقهٔ مسکونی در روسیه است که در جمهوری آلتای واقع شده‌است.